# لويس هوستن
لويس هوستن (21 أبريل 1908 - 29 يونيو 1998) كان رافع أثقال فرنسي . تنافس في أولمبياد 1928 و 1932 و 1936 وفاز بميداليتين ذهبيتين وواحدة فضية. فاز أيضًا بلقبين أوروبيين ، في عامي 1930 و 1935 ، وميداليتين في بطولة العالم في 1937-1938. بين عامي 1927 و 1939 فاز بـ 13 لقبًا وطنيًا وحقق 10 أرقام قياسية عالمية: 7 في الخطف و 3 في النتر .  
في عام 1994 صنف بانه من مشاهير اللعبة لدى الاتحاد الدولي لرفع الاثقال .  كان يعمل كقاطرة في أحد الكازينوهات. 